# Jaime Trobo

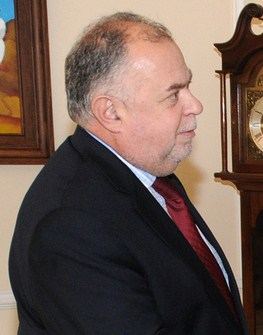
Jaime Trobo (2010)

Jaime Mario Trobo (* 5. Oktober 1956 in Canelones; † 24. Juli 2019) war ein uruguayischer Politiker.
Trobo war verheiratet und Vater dreier Kinder. Er gehörte der Partido Nacional an. Trobo war zwischen 1985 und 1990 gewählter Volksvertreter (Edil) in der Junta Departamental von Montevideo. Zudem hatte er die Vizepräsidentschaft des Congreso Nacional de Ediles inne und war Mitglied in dessen ständigem Präsidium. Er wurde 1989 als Abgeordneter für das Departamento Montevideo in die Cámara de Representantes gewählt und ist dort, nach zwischenzeitlich erfolgter fünfmaliger Wiederwahl, von Beginn der 43. Legislaturperiode an seit dem 15. Februar 1990 Mandatsträger. Im ersten Jahr seiner Parlamentszugehörigkeit gehörte die stellvertretende Leitung des Finanzausschusses zu seinen Aufgaben. Von 1992 bis 1994 war er Vorsitzender des Haushaltsausschusses, 1991 und 1995 jeweils ihr Vizepräsident. Er leitete 1996 die Kommission für soziale Sicherheit. 1998 übernahm er die Aufgabe der Kammerpräsidenten. Von Juli 2000 bis November 2002 war er Minister für Sport und Jugend in der Regierung Jorge Batlles. Im Zeitraum 2008 bis 2009 stand er der Kommission für internationale Angelegenheiten vor. Zudem gehörte er der Kommission für Menschenrechte des Lateinamerikanischen Parlaments ("Parlamento Latinoamericano") an.